# Hetérismus
Hetérismus (z řeckého slova hetéra) je termín zavedený v roce 1861 J. J. Bachofenem k označení rané historické formy vztahu mezi mužem a ženou, kdy neexistovala pevná manželská pouta. To byl stav všeobecné promiskuity. Termínem hetérismus se v současnosti označují některé přežitky skupinového manželství. Teolog Sergej Nikolajevič Bulgakov nazval hetérismem učení o lásce ruského filozofa Vladimira Solovjova, které bylo vyloženo ve zvláštním nevelkém dílku Smysl lásky.